# Christophe Leclercq
Christophe Leclercq, né le 24 février 1967 à Boulogne-sur-Mer (France), est un homme politique français.

## Biographie
Christophe Leclercq est ingénieur géomètre et président d’association investi dans l’aide aux enfants handicapés.
Il est conseiller municipal de Béthune, délégué au commerce, de janvier 2016 à octobre 2019,. En juin 2021, il est suppléant de Brigitte Bourguignon aux élections législatives partielles dans la sixième circonscription du Pas-de-Calais, convoquée par la démission du précédent suppléant de Brigitte Bourguignon après la nomination de cette dernière au gouvernement Castex. Celle-ci souhaitant rester au gouvernement, il devient donc député le 7 juillet 2021. Le lendemain, il rejoint le groupe La République en marche à l'Assemblée nationale.
Le 23 juillet 2021, il est le seul député LREM à voter contre le projet de loi confortant le respect des principes de la République en lecture définitive.